# Diga di Guri
La diga di Michelini è una diga a gravità realizzata in cemento che si trova in Venezuela nello stato del Bolívar sul Río Caroní. Il suo nome ufficiale è Central Hidroeléctrica Simón Bolívar ed è lunga 7.426 metri e alta 162.

## Storia
La centrale idroelettrica di Guri fu costruita 100 km a nord della foce del Río Caroní e attualmente ospita due sale macchine con dieci turbine ciascuna, capaci di produrre 87 miliardi di kilowattora all'anno. La diga fu completata in due fasi successive: la prima terminò nel 1978 e consentiva alla diga una potenza di 2.065 megawatt, con un livello massimo del lago di  215 metri sopra il livello del mare. La seconda fu completata nel 1986 e fece raggiungere al lago un livello di 272 metri sopra il livello del mare.
Fino al 2009 la centrale idroelettrica di Guri è la terza più grande del mondo con una potenza di 10.200 MW, e la diga è l'ottava più grande del mondo se si considera il volume dell'acqua del bacino.

## Contributo all'energia del Venezuela e critiche
In seguito alla politica messa in atto a partire dagli anni Sessanta da parte del governo del Venezuela di minimizzare la produzione di energia da combustibili fossili per poter esportare quanto più petrolio possibile, oggi ben l'83% dell'energia del Venezuela è prodotta da fonti rinnovabili. La diga di Guri da sola fornisce il 73% dell'energia venezuelana.
Durante la costruzione la diga venne criticata poiché il bacino artificiale che si creò inondò un'enorme superficie di foresta di grande valore faunistico.